# Ангелуш
Ангелуш (рум. Angheluș) — село у повіті Ковасна в Румунії. Входить до складу комуни Гідфалеу.
Село розташоване на відстані 160 км на північ від Бухареста, 7 км на схід від Сфинту-Георге, 32 км на північний схід від Брашова.

## Населення
За даними перепису населення 2002 року у селі проживали 692 особи.
Національний склад населення села:
| Національність | Кількість осіб | Відсоток |
| -------------- | -------------- | -------- |
| угорці         | 656            | 94,8%    |
| цигани         | 22             | 3,2%     |
| румуни         | 13             | 1,9%     |

Рідною мовою назвали:
| Мова      | Кількість осіб | Відсоток |
| --------- | -------------- | -------- |
| угорська  | 679            | 98,1%    |
| румунська | 13             | 1,9%     |